# 中讃

中讃
その他の香川県

中讃（ちゅうさん）は、香川県（讃岐）の中部地域である。
最もよく使われる範囲は、善通寺市・丸亀市・坂出市・仲多度郡・綾歌郡である。

## 全県の分割
同様の地域名に西讃・東讃がある。中讃を置く場合は、全県は西讃・中讃・東讃に3分するか、あるいは東讃から高松市・小豆島を分離し（名称、直島町の扱いは各種ある）5分する。
全県を西讃と東讃に2分する場合は、中讃は西讃に含められる。

## 歴史
伝統的に、讃岐は西讃（丸亀藩）と東讃（高松藩）に2分されて、中讃という区分はなかった。
公式に「中讃」という語が最初に現れたのは、1969年の「新全国総合開発計画」で、香川県を6圏に分け、その1つが「中讃地区広域市町圏」となった。この広域圏は、丸亀市・善通寺市・仲多度郡・綾歌郡のうち2町（飯山町と綾歌町、現在は丸亀市の一部）からなる。ただし、坂出市と綾歌郡宇多津町は坂出広域圏、綾歌郡綾南町と綾上町（現 綾川町）は高松広域圏の一部だった。
瀬戸大橋のルートが児島・坂出間に決定した1970年代前半から、瀬戸大橋の上陸地域の名として使われだした。
そののち、現在の中讃（坂出市・丸亀市・善通寺市・綾歌郡・仲多度郡・高松市）とほぼ同じになった。ただし、平成の大合併以前は綾歌郡国分寺町（現 高松市国分寺町）を含む。

## 構成自治体
中讃の自治体一覧。
| 地図 の色 | 郡市       | 市町村    | 面積(km2) | 人口(人)    | 人口密度 (人/km2) | 備考 |
| --------- | ---------- | --------- | --------- | ----------- | ----------------- | ---- |
|           | 丸亀市     | 丸亀市    | 111.83km2 | 107,569人   | 962人/km2         |      |
| 坂出市    | 坂出市     | 92.49km2  | 47,875人  | 518人/km2   |                   |      |
| 善通寺市  | 善通寺市   | 39.93km2  | 29,947人  | 750人/km2   |                   |      |
| 綾歌郡    | 宇多津町   | 8.10km2   | 18,584人  | 2,294人/km2 |                   |      |
| 綾歌郡    | 綾川町     | 109.75km2 | 21,721人  | 198人/km2   |                   |      |
| 仲多度郡  | 多度津町   | 24.39km2  | 21,062人  | 864人/km2   |                   |      |
| 仲多度郡  | 琴平町     | 8.47km2   | 7,702人   | 909人/km2   |                   |      |
| 仲多度郡  | まんのう町 | 194.45km2 | 16,152人  | 83.1人/km2  |                   |      |
| 中讃      | 中讃       | 中讃      | 589.41km2 | 270,612人   | 459人/km2         |      |

## その他の中讃
- 狭義には、通常の中讃のうち、坂出市・綾歌郡を含まない[7][1]。
- 水産分野での海域の区分けでは、備讃瀬戸を中讃とする[1]。陸地ではおよそ、通常の中讃に加え、西は三豊市の北岸地域、東は高松市を含む。